# Léa Silhol
Pour les articles homonymes, voir Silhol.
Œuvres principales
- La Sève et le Givre
- Musiques de la Frontière

Léa Silhol, née le 3 janvier 1967 à Casablanca, est une artiste française connue pour son œuvre d'écrivaine, son travail d'anthologiste et d'éditrice aux éditions de l'Oxymore où elle fut directrice littéraire et artistique.

## Biographie
Née au Maroc en 1967, Léa Silhol arrive en France à l'âge de six mois. Prise très tôt de passion pour la mythologie, elle commence à écrire assez jeune, sans intention de publication. Elle suit des études d'Arts Plastiques, au fil d'un cursus universitaire éclectique qui l'amènera également à explorer la littérature comparée, les mythologies, les religions monothéistes, tout en œuvrant comme bassiste rock et parolière. Pendant un temps, elle travaille comme serriste à l'INRA.
Au cours des années 1990, Léa Silhol participe à la création du Cercle d'Études Vampiriques (1995), association dans le cadre de laquelle elle s'investit comme rédactrice en chef de la revue Requiem et co-organisatrice de la cérémonie locale du Centenaire Dracula (Montpellier, 27-30 novembre 1997), puis à celle des Éditions de l'Oxymore (1999), où elle travaille comme directrice de collections, directrice littéraire et artistique, et attachée de presse, jusqu'à la fermeture de cette maison d'édition en 2006. En parallèle, elle commence à publier ses textes, dans de petites revues et fanzines à partir de 1998, puis à titre d'auteur professionnel.
En 2006, Léa Silhol contribue au sein d'un collectif à la fondation de Nitchevo, structure consacrée à la défense des artistes (Nitchevo Agency) et à la production d'œuvres hors des circuits classiques (Nitchevo Factory), dont elle est l'actuelle présidente. Depuis 2015, ses propres ouvrages y sont publiés, en un programme de réédition du corpus et de naissance d'inédits. Si depuis la mort de Tanith Lee, elle est le seul écrivain au sein du collectif, il y a dans l’équipe nombre d’illustrateurs et photographes . 

## Parcours artistique

### L'édition
Après avoir fait ses premières armes autour de la figure du vampire (comme rédactrice en chef de la revue Requiem, puis comme directrice de sa première anthologie professionnelle, De Sang et d'Encre, aux éditions Naturellement), Léa Silhol se lance pleinement dans l'édition avec la fondation de l'Oxymore, où elle publie 13 anthologies entre 1999 et 2006. À travers la revue Emblèmes et des collections comme Emblémythiques (série d'anthologies thématiques touchant à la mythologie) ou Épreuves (collection constituée de recueils présentant l'œuvre de nouvellistes francophones), son travail accorde une grande place à la nouvelle, et à la présence de jeunes auteurs francophones aux côtés de plumes expérimentées anglo-saxonnes. En 2002, la maison d'édition reçoit le prix Bob-Morane, catégorie Coup de Cœur, "pour la qualité de l'ensemble de [ses] publications".
La majorité des anthologies dirigées par Léa Silhol s'attachent à la déclinaison des mythes et des créatures qui les incarnent : fées, anges, vampires, femmes obscures, représentations symboliques de la Mort. Reflet de ses études et intérêts, elles s'inscrivent dans une démarche personnelle qu'elle expose dans ses préfaces (souvent en les rattachant à ses propres explorations d'écrivain : Lilas, Cyanure, Aniline, l'ouverture de Venise Noire, invoque ainsi la cité d'Isenne).
Outre ces ouvrages thématiques, Léa Silhol a également dirigé l'anthologie Traverses, entièrement consacrée au genre de l'urban fantasy, alors relativement méconnu en France. Deux de ses publications, enfin, sont vouées à l'œuvre de Tanith Lee, représentée avec constance dans les parutions des éditions de l'Oxymore : Écrit avec du Sang, axé sur les variations du thème vampirique sous la plume de cette novelliste, et l'Emblèmes sp. Tanith Lee, qui a pour but de faire découvrir les multiples facettes de l'écrivain.

### Les Lettres
Poétesse, romancière, essayiste, nouvelliste, Léa Silhol a publié des œuvres touchant à une grande variété de genres, tels que la fantasy (urban fantasy, fantasy mythique ou "hard fantasy" selon le terme forgé spécialement pour cette auteure par René Beaulieu, et fondé sur un parallèle avec la hard SF), le fantastique, la science-fiction, la littérature générale, la critique littéraire, l'essai, le polar, le slam engagé... La cohérence interne de l'ouvrage prime sur l'appartenance à un genre. Ainsi son premier recueil publié, les Contes de la Tisseuse : cinq saisons et un élément (2000 - repris en 2004, avec un sommaire remanié, sous le titre La Tisseuse — Contes de Fées, Contes de Failles) est organisé en variations autour de l'élément aquatique et structuré par le passage des saisons (et un finale voué d'abord au Temps, puis à l'Éternité dans la version révisée) ; l'ensemble relève essentiellement d'une fantasy fondée sur les matériaux du folklore et de la mythologie. 
Le roman La Sève et le Givre, publié en 2002 et couronné l'année suivante par le prix Merlin, s'inscrit dans cette continuité, invitant le lecteur à pénétrer au cœur du monde féerique tel que l'auteure le conçoit et le construit. Il sera prolongé, en 2007, de Nigredo, qui fait suite aux événements relatés dans La Sève et le Givre et en reprend les personnages principaux, Angharad et Finstern, puis en 2008 d'Avant l'Hiver, un recueil de nouvelles qualifié sur la page de garde de "roman en lambeaux" et jouant également, dans sa forme, avec les codes du théâtre ; sa structure, cette fois, s'appuie à la fois sur la forme même des Cours féeriques et sur sa propre fonction de chronique, relatée par le barde Kelis, de l'histoire de ces cours, depuis les origines jusqu'aux bouleversements narrés dans les deux précédents romans.
Le recueil Conversations avec la Mort, sorti en 2003, marque un retour chronologique aux premiers textes publiés par Léa Silhol à la fin des années 1990 dans des revues et fanzines divers ; les textes y sont de SF, fantastique et fantasy ; l'ambiance générale, faite du monologue nocturne d'un écrivain à l'attention de la Mort qui l'écoute, y prend les couleurs du gris dont les nuances arrangent la succession des textes. 
En 2004, avec le recueil Musiques de la Frontière, Léa Silhol dévoile plus vastement son univers (déjà aperçu au fil de nouvelles éparses) d'urban fantasy, représenté par la cité mythique de Frontier et marqué par la saga des fays, êtres féeriques apparus dans notre monde contemporain.  
En 2008, précédant de peu Avant l'Hiver, paraît Fovea, premier volume du binôme expérimental Error_Type : voué, par la forme et par le fond, au motif du regard, du miroir, du mirage, il relie entre eux divers textes fantastiques déjà publiés, de la littérature générale, des poèmes en anglais déclinant la reprise personnelle par l'auteure du conte d'Andersen La Reine des Neiges, des nouvelles angéliques comme le Triptyque du Millénaire (la section des Contes de la Tisseuse qui fut retranchée de la version remaniée aux éditions de l'Oxymore), des rééditions de textes d'inspiration décadente (Lucifer Opiomane, The Cat & the Choker) mis en regard d'inédits élargissant la perception des personnages à d'autres pans de l'œuvre globale de Léa Silhol.  Le tout se tient en un jeu de pistes invitant le lecteur à déchiffrer les codes en tous genres qui parsèment le recueil. 

### La musique
Depuis 2005, Léa Silhol et l'artiste PFR œuvrent de concert au sein du groupe Done by Mirrors.
De cette collaboration est né, avant même la création officielle de DbM, le CD song(s) 4 fay(s), composé de cinq chansons et un remix autour de l'univers de Frontier ; il fut intégré à l'édition limitée de Musiques de la Frontière. En 2008, le groupe accompagna la publication du recueil Fo/vea par le lancement de Down in Fovea, version musicale du texte de la quatrième de couverture.

### Transmedia: les collaborations
La musique n'est pas le seul domaine où Léa Silhol aime s'associer avec d'autres artistes.
En 2002 déjà, sa nouvelle Dialogue avec les Ombres (in Rêves d'Ulthar, ODS éditions) s'inspire d'un tableau de PFR, qui avait de son côté illustré plusieurs textes (Lucifer Opiomane, in Codex Atlanticus #5, 1998 ; Le Lys Noir, illustration publiée in Dragons & Microchips #19, 2001 ; Assassin, texte et illustration publiés in Dragons & Microchips #19). Sa position de directrice artistique aux éditions de l'Oxymore lui permettra de travailler en étroite collaboration avec les illustrateurs de ses univers, confiant par exemple à Christopher Shy la Mort des Conversations avec la Mort, et les teintes dans lesquelles elle baigne ; à Ruby les traits d'Angharad pour La Sève et le Givre, et à Dorian Machecourt ceux de Finstern pour la version limitée du même roman ; ou encore, à Frédérique Berthon les figures des fays, pour les illustrations intérieures de Musiques de la Frontière.
En 2008, la place faite à ces collaborations gagne encore en importance. Dans Fovéa, les peintures, photographies et montages de PFR, Mad Youri, Estelle Valls de Gomis et Léa Silhol elle-même sont intégrés à l'œuvre et font pleinement partie du "jeu de pistes" auquel est convié le lecteur. Dans Avant l'Hiver, les textes sont mis en regard de plusieurs dizaines de photographies de Mad Youri, Isabelle Ballester et Léa Silhol, prenant pour sujet la nature ; l'édition hardcover du recueil s'enrichit de Flexing the Echo, partie de remix et de rebonds d'une photographie au texte qu'elle inspire, et en retour du texte à la photographie, entre Mad Youri et Léa Silhol.

### L'art de l'action
L'engagement est l'un des grands motifs de l'œuvre de Léa Silhol, de Nigredo à Musiques de la Frontière où l'un des personnages-clés, Fallen, déclare dès sa première apparition chronologique : « Je suis né impliqué ». Et c'est de même l'un des grands motifs de sa vie, depuis le prix de la Résistance qu'elle reçut à 14 ans jusqu'à la création en 2013 du blog Adrenadream, dédié au débat d'idées et à l'action résistante. 
Son parcours artistique est ainsi jalonné d'initiatives dont sa position d'éditrice et d'auteure professionnelle lui permet d'être le fer de lance : 
- Auteurs Sans Fascisme : en avril 2002, Léa Silhol et les éditions de l'Oxymore lancent une "pétition littéraire" appelant les artistes à faire entendre leur voix contre la présence du Front National au second tour des élections présidentielles[32]. Les textes recueillis — dont Born with a Star, la contribution de Léa Silhol — sont mis en ligne sur le site de la maison d'édition[Notes 4].
- Le bosquet As-Coron : la parution en 2007 de Nigredo est marquée par un « appel aux arbres[33] », une action de soutien à l'œuvre de Trees For Life, association écossaise ayant pour but de restaurer la forêt calédonienne. Léa Silhol y parraine la plantation dans les Highlands d'un bosquet qu'elle consacre du nom d'As-Coron, d'après un lieu emblématique du monde féerique qu'elle a créé, et invite ses lecteurs à participer au « legs de l'univers littéraire de Vertigen[34] ». Plus de 350 arbres poussent déjà en ce bosquet.
- Le "front ReLIRE" : dès le lancement officiel du Registre des Livres Indisponibles en Réédition Électronique en mars 2013, Léa Silhol affirme son opposition à ce projet institutionnel[35] qui menace, pour la seule année 2013, plusieurs de ses œuvres (les Contes de la Tisseuse, les deux articles d'analyse inclus dans l'ouvrage collectif Visages du Vampire[Notes 5]) ainsi que l'anthologie De Sang et d'Encre qu'elle a dirigée aux éditions Naturellement. L'auteure gèle son programme de parution 2013-2014 et se déclare officiellement en grève[36]. Avec l'appui logistique de la Nitchevo Agency[37], elle se consacre à de multiples actions de défense des artistes concernés et du droit d'auteur, dont la gestion d'une base documentaire sur le sujet et une opération d'alerte des auteurs et illustrateurs dont les œuvres figurent dans la version 2013 du Registre[38]. En sa qualité d'anthologiste et d'éditrice ayant publié de nombreux écrivains étrangers, Léa Silhol coordonne en particulier les actions d'information et d'assistance des auteurs anglophones[39].

## La Trame, ou les univers entrelacés de Léa Silhol
Quelle qu'en soit la diversité, l'ensemble des textes et univers de Léa Silhol sont liés les uns aux autres, et représentent autant de « fragments éclatés d'un monde parallèle et inter-tissé au nôtre », en une architecture dont l'ampleur se révèle au fur et à mesure des parutions. La Trame n’est pas une idée, un projet ou un plan. Simplement la restitution de la façon holistique dont [Léa Silhol] envisage toute chose.

### Le Cycle de Vertigen et les Cours de Féerie
Fruit de « près de dix ans de recherche au cœur du folklore celtique... et d'amour fou pour les traditions féeriques écossaises », le cycle de Vertigen, qui constitue une partie considérable des ouvrages pour l'instant publiés (La Sève et le Givre, Nigredo, Avant l'Hiver) présente l'univers des Cours féeriques et son évolution à travers les âges — un univers à la structure complexe, organisé en Clartés (Lumière, Ombre, Crépuscule), et susceptible de changer selon les équilibres et bris du monde. Les lecteurs l'explorent à travers l'histoire des combats intérieurs et des rébellions politiques et guerrières du couple que forment Angharad et le seigneur Finstern, et sous l'angle de problématiques liées au destin, au poids des traditions, à la liberté des individus, à la quête d'identité.
Le Dit de Vertigen doit son nom à la sensation exaltante éprouvée au moment précis de passer du monde mortel aux terres de Féerie, ou d'une Cour à une autre.

### Le Dit de Frontier
Ce pan de l'œuvre narre le retour de la Féerie dans notre monde contemporain, lorsqu'une génération d'êtres radicalement autres, assimilés par l'opinion publique à des changelins, naît dans des familles humaines et, reçue avec hostilité, emprisonnée dans des centres et ainsi poussée à s'organiser en gangs de hors-la-loi organisant l'évasion de ces jeunes grandis derrière les barreaux, se met en quête d'une cité où vivre, un lieu utopique, loin de l'incompréhension et de la répression des mortels — cité connue communément sous le nom de Frontier, mais que les fays nomment Seuil (ce qui relie Musiques de la Frontière aux lointains événements narrés dans Nigredo).

### Isenne, Cité des Artisans
La cité d'Isenne,  « reflet exalté de Venise », n'est pour l'instant connue qu'à travers des nouvelles éparses. 
Lithophanie (in Khimaira #12, 2001) fut le premier texte publié à l'invoquer, même si le récit prend place hors de ses murs. Y est présentée, à travers le personnage d'Ebben, la caste essentielle d'Isenne, qui fait sa renommée parmi les mortels : les Artisans, réputés pour leur travail du verre. Lumière Noire (in French Gothic, Les Belles Lettres, 2003), nouvelle également située à l'extérieur, dans une Angleterre au parfum victorien, aborde pareillement la cité par le biais, cette fois, des créations de ses Artisans, que l'on dit dotées de pouvoirs.
C'est par Là où Changent les Formes (in Emblèmes #4 : Rêves, 2001) que les lecteurs ont pu pénétrer pour la première fois au sein d'Isenne, en découvrir de l'intérieur l'architecture, les castes et les rites ; publiée en 2005, la nouvelle Trois Fois (in Fiction #2) pousse l'exploration plus avant, permettant notamment au lecteur initié au monde de Vertigen de découvrir la forme des liens qui rattachent Isenne, ville légendaire du monde mortel, à l'univers des Cours féeriques.

## Œuvres

### Romans
- La Sève et le Givre, Éditions de l'Oxymore, coll. « Moirages » et « Fission », 2002

- La Glace et la Nuit, opus un : Nigredo, Les moutons électriques, 2007

- Avant l'Hiver — Architectonique des Clartés, Les moutons électriques, coll. Bibliothèque des Vertiges, 2008

- Possession Point, Nitchevo Factory, illustration de Dorian Machecourt, 2015  (ISBN 9791094902028)

- Sous le Lierre, Nitchevo Factory, illustrations de Dorian Machecourt, 2016  (ISBN 9791094902059)

- Hanami Sonata, Nitchevo Factory, photographies de Léa Silhol, 2018  (ISBN 9791094902134)

- Romaji Horizon, Nitchevo Factory, photographie de couverture de Mad Youri, 2018  (ISBN 9791094902158)

- Hangul Express, Nitchevo Factory, 2019

- La Glace et la Nuit, opus deux : Albedo, Nitchevo Factory, 2020  (ISBN 9791094902240)

- La Glace et la Nuit, opus trois : Cauda Pavonis, Nitchevo Factory, 2021  (ISBN 9791094902264)

### Recueils de nouvelles
- Contes de la Tisseuse : cinq saisons et un élément, Éditions Nestiveqnen, coll. « Fractale », 2000

- Conversations avec la Mort, Éditions de l'Oxymore, coll. « Épreuves », 2003

- La Tisseuse, contes de Fées, contes de Failles, Éditions de l'Oxymore, coll. « Moirages » et « Fission », 2004

- Musiques de la Frontière, Éditions de l'Oxymore, coll. « Moirages » et « Fission », 2004

- Fo/Véa : Leçons de Gravité dans un Palais des Glaces, Éditions Le Calepin Jaune, 2008

- Sacra — Parfums d'Isenne et d'Ailleurs, op. 1 : Aucun cœur inhumain, Nitchevo Factory, coll. Résidence des Vertiges, 2016  (ISBN 9791094902035)

- Sacra — Parfums d'Isenne et d'Ailleurs, op. 2 : Nulle Âme invincible, Nitchevo Factory, coll. Résidence des Vertiges, 2016  (ISBN 9791094902042)

- 340 mps — Artefacts de l'Obsession, Nitchevo Factory, coll. Résidence des Vertiges, 2017  (ISBN 9791094902080)

- Masshiro Ni (In Perfect White), Nitchevo Factory, 2019  (ISBN 9791094902172)

### Recueils de poèmes
- Navigator - précédé de Tracés de feu (sous la peau), Nitchevo Factory, coll. Songbox, 2017  (ISBN 9791094902103)

### Nouvelles isolées
- Canto I (poème extrait d'Héliotropes, Élégies vampiriques), in Requiem 1, Cercle d'Études Vampiriques, 1996
- Canto XI (poème extrait d'Héliotropes, Élégies vampiriques), in Requiem 5, Cercle d'Études Vampiriques, 1997
- Bref Entretien, in Requiem 9, Cercle d'Études Vampiriques, 1999
- Indélébile, in Chasseurs de rêves 5, 2000
- Un Parfum de Malicore, in Magie Verte, Éditions de l'Oxymore, 2003
- Le Vin des Naufrageurs, in Emblèmes #13 : La Mer, Éditions de l'Oxymore, 2004
- Magickal, in quotidien La Liberté de l'Est, 2005
- Point du jour, in Fées Divers 1 : Sombre Féerie, Le Souffle d'Éole, 2007
- Shinear, in Babel Tour, collectif Université Paris Sorbonne, 2008
- Désaccordé (tuned in DAGDAD), in De Brocéliande en Avalon, Éditions Terre de Brume, 2008
- De la Gorgone, à sa fille (recette de salade composée), in Les Enfants de la Chimère : Art Book Khimaira, Spootnik éditions, 2008

### Anthologies
- De Sang et d'Encre, Éditions Naturellement, 1999
- Ainsi soit l'Ange — 18 Contes entre Ciel et Terre, Éditions de l'Oxymore, coll. Emblémythiques, 1999
- Il était une Fée — 15 Contes entre Clair et Obscur, Éditions de l'Oxymore, coll. Emblémythiques, 2000
- Lilith et ses Sœurs — 17 reflets de la Femme Obscure, Éditions de l'Oxymore, coll. Emblémythiques, 2001
- Traverses, l'anthologie de Fantasy Urbaine, Éditions de l'Oxymore, coll. Moirages, 2002
- Tanith Lee — Écrit avec du Sang, Éditions de l'Oxymore, coll. Gemmail, 2002
- Mythophages — 16 Sagas d'Hier et d'Aujourd'hui, Éditions de l'Oxymore, coll. Emblémythiques, 2004

### Revues dirigées
- Requiem : Archives du vampirisme, Cercle d'Études Vampiriques10 numéros publiés entre 1996 et 2001.
- Emblèmes, Éditions de l'OxymoreAnthologie périodique : 15 numéros, ainsi que 2 Hors-Série et un Spécial, publiés entre 2001 et 2005. Léa Silhol est l'anthologiste des numéros suivants :
  - Emblèmes #1 : Vampyres, Éditions de l'Oxymore, 2001
  - Emblèmes #5 : Venise Noire, Éditions de l'Oxymore, 2002
  - Emblèmes #7 : La Mort, ses Vies, Éditions de l'Oxymore, 2002
  - Emblèmes HS1 : La Mort, ses Œuvres, Éditions de l'Oxymore, 2003
  - Emblèmes #11 : Doubles & Miroirs, Éditions de l'Oxymore, 2004
  - Emblèmes SP1 : Tanith Lee, Éditions de l'Oxymore, 2004
  - Emblèmes HS2 : Les Fées, Éditions de l'Oxymore, 2004

### Essais dirigés
- Vampire : Portraits d'une Ombre, Éditions de l'Oxymore, 1999
- Fantastique, fantasy, science-fiction, mondes imaginaires, étranges réalités, Éditions Autrement, 2005Ouvrage codirigé avec Estelle Valls de Gomis.

### Articles, essais, préfaces, tribunes isolés
- Le vampire, dissection d'un monstre familier, in Requiem 0, Cercle d'Études Vampiriques,1996
- Calendrier vampirique, in Requiem 1, Cercle d'Études Vampiriques, 1996
- Le vampire et l'enfant dans le folklore : vol au-dessus d'un nid de Furies, in Requiem 3, Cercle d'Études Vampiriques, 1997
- Dracula : les racines folkloriques d'un archétype littéraire, in Requiem 4, Cercle d'Études Vampiriques, 1997
- Le Vampire, autopsie d'un prédateur, in Golem 6, 1998
- Des Wamphyri et des Hommes : interview de Brian Lumley, avec Greg Silhol, Requiem 7, Cercle d'Études Vampiriques, 1998
- Entretien avec Katherine Ramsland, in Requiem 9, Cercle d'Études Vampiriques, 1998
- Invitation à la Nuit (en guise d'avant-propos), in De Sang et d'Encre, Naturellement, 1999
- Venin, Velours, Vitrail : L'écriture vampirique chez Storm Constantine, Tanith Lee, Freda Warrington, in Visages du Vampire, Dervy, 1999
- Le roman d'un joueur : le jeu de rôle et la fiction vampirique, écrit avec Natacha Bonelli, in Visages du Vampire, op. cit.
- De l'étoffe dont nos ténèbres sont faites, in Vampire : Portraits d'une Ombre, Éditions de l'Oxymore, 1999
- Elle est trois, une lecture symbolique du vampirisme chez Tanith Lee, Freda Warrington et Storm Constantine, in Vampire : Portraits d'une Ombre, op. cit.
- Des Anges et des Hommes, in Ainsi soit l'Ange, Éditions de l'Oxymore, 1999
- Kristine Kathryn Rusch, des ombres sur la mer, in Faeries #3, Nestiveqnen, 2000
- Entretien avec Kristine Kathryn Rusch, in Faeries #3, op. cit.
- Le Vampire : Curriculum Vitae, in Hauteurs 3 : Visages du Fantastique, La Maison des Auteurs du Hénaut, 2000[55]
- Le Blanc et le Noir, in Emblèmes #1 : Vampyres, Éditions de l'Oxymore, 2001
- Bibliographie, in Emblèmes #1 : Vampyres, op. cit.
- Tanith Lee, le Conte et son Double, in Spirale #179, 2001
- Zakouski momico-poétique, in Emblèmes #3, Éditions de l'Oxymore, 2001
- Loin d'Éden (du Ciel à l'Enfer et retour), in Lilith et ses Sœurs, Éditions de l'Oxymore, 2001
- Dossier Fantasy urbaine, avec Alyz Tale, in Elegy 22, 2002
- Lilas, Cyanure, Aniline, in Emblèmes #5 : Venise Noire, Éditions de l'Oxymore, 2002
- Écrit sur de l'eau : un florilège vénitien..., in Emblèmes #5 : Venise Noire, op. cit.
- Empreintes & Pigments : bibliographie subjective de la Cité des Doges, in Emblèmes #5 : Venise Noire, op. cit.
- À Travers, in Traverses, Éditions de l'Oxymore, 2002
- Histoires de Sang, Histoires d'Encre..., in Écrit avec du Sang, Tanith Lee, Éditions de l'Oxymore, 2002
- Les Vampires de Tanith Lee : une bibliographie en mouvement..., in Écrit avec du Sang, op. cit.
- Come Away..., in Le Dictionnaire féerique, André-François Ruaud, Éditions de l'Oxymore, 2002
- L'Œuvre au Noir; in Emblèmes #7 : La Mort... Ses Vies, Éditions de l'Oxymore, 2002
- Bourreaux et Passeurs : quelques profils de la Mort dans les mythologies d'Occident, in Emblèmes #7 : La Mort... Ses Vies, op. cit.
- L'Œuvre au Rouge, in Emblèmes HS1 : La Mort... Ses Œuvres, Éditions de l'Oxymore, 2003
- Il Était une Fée : l'Intention et le geste, in Il Était une Fée, Éditions de l'Oxymore, 2003
- Dans le Carbone, dans la Glace, in Emblèmes #11 : Doubles & Miroirs, Éditions de l'Oxymore, 2003
- Reflets d'un thème : bibliographie et filmographie subjectives autour des doubles & des miroirs, in Emblèmes #11 : Doubles & Miroirs, op. cit.
- Mythophages (.. à ceux qui boivent le vin des dieux), in Mythophages, Éditions de l'Oxymore, 2004
- Thanksgiving (quelques mots sur Tanith Lee, la matière dont sont faits les rêves & les Noëls qu'on fête tous les jours), in Emblèmes SP1 : Tanith Lee, Éditions de l'Oxymore, 2004
- Conteuse de la Tribu, in Emblèmes SP1 : Tanith Lee, op. cit.
- Entretien avec la Maîtresse des Arcanes, in Emblèmes SP1 : Tanith Lee, op. cit.

- Tanith Lee : une bibliographie française, in Emblèmes SP1 : Tanith Lee, op. cit.
- Des Pages et des Voiles : petite bibliographie des études du légendaire marin, in Emblèmes #13 : La Mer, Éditions de l'Oxymore, 2004
- Elficomanes (plaidoyer pour la féerie face au grand dieu Fric), in Emblèmes HS2 : Les Fées, Éditions de l'Oxymore, 2004
- Bibliographie commentée des essais, traités, livres d'art et recueils de contes consacrés aux fées dans le folklore mondial, in Emblèmes HS2 : Les Fées, op. cit.
- Petite bibliographie de littérature féerique et elfique, in Emblèmes HS2 : Les Fées, op. cit.
- Un peu d'essence de roses dans votre laudanum ?, in Le Cabaret Vert, Estelle Valls de Gomis, Nuit d'avril, 2004
- Tanith Lee, de la fantasy comme un art en soi, in Panorama illustré de la fantasy & du merveilleux, Les Moutons électriques, 2004
- Imagination, liberté, transgression : l'imaginaire en question, écrit avec Estelle Valls de Gomis, in Fantastique, Fantasy, Science-Fiction, Autrement, 2005
- Fées et fantasy, un mariage heureux ?, in Fantastique, Fantasy, Science-Fiction, op. cit.
- Donner à Voir, Donner à Vivre (Préface tout feu tout flamme à l'usage d'êtres voyants), in Douze Heures du Crépuscule à l'Aube, Lélio, Éditions de l'Oxymore, 2005
- La petite notice à la fin du livre : avertissement au lecteur, in Encyclopédie des Fantômes et des Fantasmes, Jérôme Noirez, Éditions de l'Oxymore, 2005
- Zoom sur la nouvelle : La Ballade de la Balle élastique, in Le livre des livres de Stephen King, Dreampress.com, 2006
- Happiness in slavery (La philosophie dans le foutoir), sur ActuSF, 2006
- Fandom / Fuckdom, in Galaxies 42, 2007

## Prix littéraires
- Prix Merlin pour le roman La Sève et le Givre (2003)[56]
- Prix Imaginales pour le recueil Musiques de la Frontière (2005)[57]
- Prix de l'Armée des 12 Singes, catégorie « Essais et Études », pour l'anthologie Emblèmes HS2 : Les Fées (2005)[58]